# غوردون لوك
غوردون لوك (بالإنجليزية: Gordon Locke)‏ هو لاعب كرة قدم أمريكية ومحامي أمريكي، ولد في 3 أغسطس 1898 في دينيسون في الولايات المتحدة، وتوفي في 8 نوفمبر 1969.